# Алоїс (фільм)
«Алоїс» (англ. Aloys) — швейцарсько-французький драматичний фільм, знятий Тобіасом Нолле. Світова прем'єра стрічки відбулась 13 лютого 2016 року на Берлінському кінофестивалі. Фільм розповідає про самотнього приватного детектива, який закохується в голос жінки по телефону.

## У ролях
| Актор               | Роль        |
| ------------------- | ----------- |
| Георг Фрідріх       | Алоїс Адорн |
| Тільде фон Овербек  | Віра        |
| Каміль Крейчі       | Шох         |
| Себастіан Креєнбюль | Гаусварт    |

## Визнання
| Нагороди та номінації фільму «Алоїс» | Нагороди та номінації фільму «Алоїс»            | Нагороди та номінації фільму «Алоїс» | Нагороди та номінації фільму «Алоїс» | Нагороди та номінації фільму «Алоїс» | Нагороди та номінації фільму «Алоїс» |
| Рік                                  | Кінопремія / Кінофестиваль                      | Категорія / Нагорода                 | Номінант                             | Результат                            |                                      |
| ------------------------------------ | ----------------------------------------------- | ------------------------------------ | ------------------------------------ | ------------------------------------ | ------------------------------------ |
| 2016                                 | Берлінський кінофестиваль                       | Приз ФІПРЕССІ                        | «Алоїс»                              | Перемога                             |                                      |
| 2016                                 | Берлінський кінофестиваль                       | Найкращий дебютний фільм             | «Алоїс»                              | Номінація                            |                                      |
| 2016                                 | Київський міжнародний кінофестиваль «Молодість» | «Скіфський олень» за найкращий фільм | «Алоїс»                              | Номінація                            |                                      |